# Sade (zangeres)
Helen Folasade Adu (Ibadan, Nigeria, 16 januari 1959), kortweg Sade, is zangeres van de gelijknamige Britse band.

## Biografie

### Jeugd
Sade werd geboren in Ibadan in Nigeria als dochter van een Nigeriaanse vader en een Engelse moeder. Toen haar ouders op haar vierde scheidden, verhuisde ze met haar moeder en oudere broer Banji naar het Verenigd Koninkrijk; ze woonde eerst in Colchester en vanaf haar 11e in Holland-on-Sea. Sade raakte geïnteresseerd in paardrijden en kocht een paard van het geld dat ze met haar zaterdagbaantjes verdiende. Deze hobby komt terug in de videoclip van Never As Good As The First Time. Ze luisterde naar soul zoals die werd gedraaid in de disco bij een Amerikaanse legerbasis. 

### 1977-1982: Studie en eerste band
In 1977 begon Sade de driejarige opleiding aan de Londense kunstacademie St. Martins. Tussen de bedrijven door zong ze in de door bassist/gitarist Ray St. John opgerichte latin/soulband Arriva. Het nummer Diamond Life (de oorspronkelijke titel van Smooth Operator) is van zijn hand. Toen Arriva in 1980 ter ziele ging werd er een nieuwe band opgericht: Pride. Sade, die inmiddels haar eigen boetiek had geopend en actief was als model, vormde met Barbara Dickinson het achtergrondkoortje. Nick Moxom was de leadzanger.
Pride bouwde een livereputatie op in Londen en New York. De band trok de aandacht van Spandau Ballet-manager Steve Dagger.
Sade had de kunst van het songschrijven ontdekt en richtte met Prideleden Paul Spencer Denman (bas), Stuart Matthewman (gitaar/sax) en Paul Anthony Cooke (drums) een eigen band op die haar naam droeg.
In december 1982 debuteerde ze in de hoofdstedelijke jazzclub Ronnie Scott's en kreeg zij al snel meer aandacht van de pers dan Pride, dat al snel ter ziele ging. Later kwam toetsenist Andrew Hale erbij.

### 1984: Diamond Life
In 1983 tekende Sade een solocontract bij Portrait (in 1986 overgenomen door Epic), tegen de zin van Paul Cooke, die net voor de release van debuutsingle Your Love Is King (februari 1984) uit de band was gezet. Omdat er geen nieuwe drummer was, keerde hij nog even terug om de single te promoten. Na een BBC-sessie met Blair Cunningham (voorheen in de Britfunkformatie Haircut 100) werd Cooke vervangen door Dave Early (1957-1995); percussionist Martin Ditcham en trompettisten Terry Bailey en Gordon Matthewman boden verdere versterking bij liveoptredens.
In juli verschenen het album van de band Diamond Life en de tweede single When Am I Gonna Make A Living. De derde single, Smooth Operator, zorgde voor de doorbraak. Liveversies werden via een introductie van de bandleden gekoppeld aan de instrumentale nummers Snakebite en Redeye.
Op 21 september 1984 gaf Sade als openingsact van Veronica's Rocknight haar eerste concert op Nederlandse bodem; het werd live op radio en televisie uitgezonden. Tot december 1984 toerde de groep door Engeland en het Europese vasteland. 

### 1985: Promise
In 1985 kreeg Sade een bijrol als nachtclubzangeres in de film Absolute Beginners (naar het boek van Colin Macinnes). Het nummer dat ze vertolkte - Killer Blow - was speciaal voor deze film geschreven met Simon Booth, gitarist van collegaband Working Week. Op 13 juli stond Sade in het Wembley stadion tijdens Live Aid.
In het najaar van 1985 verscheen Promise, het tweede album, met daarop nummers uit de beginperiode, zoals The Sweetest Taboo, Is It A Crime? en Never as Good as the First Time. De clips voor deze nummers waren gelijktijdig opgenomen. Albumtrack Jezebel groeide uit tot een liveklassieker.
In april 1986 gaf Sade haar tweede concert in Nederland met een vernieuwde bezetting: zanger Leroy Osbourne, gitarist Gordon Hunte en trombonist Jake Jacas, die Terry Bailey verving.
Sade brak een concert in Frankfurt af omdat de pers haar voortdurend lastigviel. Op 28 juni 1986 trad ze op tijdens een anti-apartheidsconcert in het Londense Clapham Common.

### 1988: Stronger Than Pride
Na afloop van de Promise-tournee verhuisde Sade naar Madrid. Het duurde het tot 1988 voor er weer een nieuwe plaat verscheen; Stronger Than Pride, die op de Bahama's was opgenomen. De singles waren het titelnummer Paradise, Nothing Can Come Between Us, en Turn My Back On You. In november 1988 kwam Sade naar Nederland, met Blair Cunningham en James McMillan als vervangers van Dave Early en Gordon Matthewman.

### 1992: Love Deluxe
Op 11 oktober 1989 trouwde Sade met de Spaanse filmregisseur Carlos Pliego. Het huwelijk eindigde al snel in een scheiding, waarna de zangeres terugkeerde naar Engeland. Bij wijze van therapie brak ze eigenhandig een huis af om het steen voor steen weer op te bouwen.
Ook het groepsgeluid werd in zekere zin afgebroken en heropgebouwd; het resultaat daarvan was te horen op het album Love Deluxe dat eind 1992 uitkwam. De rij singles werd voortgezet met No Ordinary Love, Feel No Pain, Kiss Of Life en Cherish The Day.
Voorafgegaan door een aantal kerstoptredens in Parijs begon Sade in 1993 aan een wereldtournee, waarbij ze op 16 april Ahoy aandeed. De bezetting werd aangevuld door drummer Trevor Murrell, trompettist Rick Braun en percussionist Karl Vandenbossche (o.a. bekend van de jazzfunkformatie Incognito). Martin Ditcham deed alleen nog mee op  studio-opnames. 
Op 3 oktober 1993 werd in het openluchttheater van San Diego de concertvideo Sade Live opgenomen.

### Royaltyproces
In 1993 spande Paul Cooke een royaltyproces aan tegen Sade; als gevolg daarvan werden zijn drumpartijen verwijderd van het Best Of-album dat in 1994 verscheen. Ondanks de juridische strijd, die vier jaar duurde, is Cooke trots op zijn bijdrage aan nummers uit de beginperiode van Sade. Hij heeft zijn eigen platenlabel Diamond Life Records genoemd.

### Rustpauze
In 1995 verhuisde Sade naar Ocho Rios, Jamaica waar ze in het huwelijk trad met producer Bob Morgan. Op 21 juli 1996 werd dochter Ila (later transgender ) geboren. In 1997 kwam ze in het nieuws vanwege overschrijding van de maximumsnelheid en omdat ze een politieagent zou hebben beledigd. Ze moest voor de rechter verschijnen, maar kwam niet opdagen omdat Ila op dat moment in het ziekenhuis lag.
In 1995 maakten technoproducers Kenny Larkin en Stacey Pullen een illegale remix van Give it Up onder de titel Surrender Your Love (Illegal Remixes). Ze brachten het uit op een whitelabel waarop ze met pen de naam Sade schreven, in de hoop zo uit de problemen te blijven. Deze remix werd populair in de dancescene. Toen Mixmag Magazine bekendmaakte dat Larkin bij de remix betrokken was, oefende Sade druk uit op Larkin om te stoppen met de verspreiding ervan..
Ondertussen gingen Paul Spencer Denman, Stuart Matthewman en Andrew Hale door met het zelfstandig uitbrengen van platen. In 1996 verscheen het debuutalbum van Sweetback. Het was opgenomen met een keur aan gastzangers en -zangeressen. Een succes werd het niet. Het publiek hoorde liever de stem van Sade zelf.

### 2000; Lovers Rock
Na de scheiding van Morgan keerde Sade terug naar Londen en bracht ze in 2000 een nieuwe plaat uit. Verwacht werd dat ze zou inhaken op de nu-soul, maar in plaats daarvan bevatte Lovers Rock subtiele reggae-invloeden. By Your Side en King of Sorrow waren singles gepromoot door diverse televisieoptredens. Over de clip van King Of Sorrow vertelde Sade tijdens een interview voor het MTV-programma The Lick: "Ik speel een moeder die de eindjes aan elkaar knoopt. Het is een rol die dicht bij mezelf staat".
In de zomer van 2001 ging Sade op tournee door Noord-Amerika. De dvd Lovers Live werd wederom opgenomen in Californië.
In 2004 bracht Sweetback een tweede plaat uit. Stage 2 was wederom opgenomen met gastvocalisten waaronder Aya die door sommigen de nieuwe Sade werd genoemd. Stuart Matthewman schreef mee aan Aya's solodebuut.
Sade werd geridderd en droeg haar titel op aan alle zwarte Britse vrouwen. Op 8 december 2004 verleende ze haar medewerking aan een benefietconcert voor Darfoer in de Brixton Academy; speciaal voor dit doel schreef ze Mum waarvan in 2005 een studioversie werd opgenomen.
In 2006 verscheen een illegale verzamel-cd met remixes van Sade-nummers van Nellee Hooper, Mad Professor en Kenny Larkin.

### 2010; Soldier of Love
Na een periode van bijna tien jaar bracht Sade begin februari 2010 het album Soldier of Love uit. Een jaar later ging de tournee van start, waarbij John Legend in Amerika het voorprogramma verzorgde.

### 2018-2020; nieuw materiaal
In 2018 bracht Sade twee nieuwe nummers uit die beide op soundtrackalbums terechtkwamen: Flower of the Universe voor de Disney-film A Wrinkle in Time, en The Big Unknown voor Widows, de door de Brit Steve McQueen geregisseerde filmbewerking van een televisieserie uit de jaren tachtig.

### 2023-2024; zevende album
In 2023 kondigde de band aan aan een nieuw album te werken in de heropgebouwde Miraval Studios in Frankrijk; hier werden ook de albums Promise en Love is Stronger than Pride opgenomen.

## Trivia
- In 2019 refereerde Formule 1-coureur Carlos Sainz naar zichzelf als een Smooth Operator.